# Порядок народження
Порядок народження — один з концептів індивідуальної психології, запропонованих Альфредом Адлером. Окрім порядку народження, таких концептів є ще шість: почуття неповноцінності та його компенсація; прагнення переважання, вершинним проявом якого є прагнення досконалості; соціальний інтерес; стиль життя; творче «Я»; фікційний фіналізм. Кожен з них ґрунтовно виражений та безпосередньо логічно пов'язаний з усіма іншими.
Адлер надавав порядку народження дітей у сім'ї великого значення. Він звернув увагу, що у братів та сестер, котрі мають тих самих батьків, ростуть в однакових умовах можуть бути абсолютно різні характери. Порядок народження впливає на формування індивідуума, але інтенсивність впливу вирішально-визначальним чином залежить від ставлення батьків до дітей, один до одного, до інших людей.

## Порядок народження

### Старша дитина
Згідно з Адлером, положення першої дитини у сім'ї є унікальним, оскільки батьки зазвичай повністю віддаються їй, даючи безмежну любов та турботу. Але це триває до того часу, доки не з'явиться наступну дитина. Адлер описував положення першої дитини після народження наступної як "монаха, у якого відібрали трон", і підкреслював, що цей досвід є дуже травматичним.
Коли старша дитина спостерігає за тим, як  молодший брат чи сестра виграють в змаганні за батьківську увагу, то вона звичайно буде схильною відвойовувати свою перевагу в сім'ї. З часом дитина усвідомлює, що батьки надто зайняті або байдужі, щоб терпіти її інфантильні вимоги. В результаті такої боротьби перша дитина "привчає себе до ізоляції" і вивчає стратегію виживання самостійно, не потребуючи ні підтримки, ні схвалення.
Альфред Адлер також вважав, що найстарша дитина в сім'ї є консерватором, прагне до влади, хоче бути лідером, потребує визнання.